# Liste der Kunstwerke im öffentlichen Raum in Linz-Franckviertel
Diese Liste der Kunstwerke im öffentlichen Raum in Linz-Franckviertel enthält die vom Archiv der Stadt Linz gelisteten Kunstwerke im öffentlichen Raum im Stadtteil Franckviertel.
Denkmäler, profane Skulpturen und Plastiken, sakrale Kleindenkmäler, Brunnen, Gedenktafeln oder Kunst am Bau wurden in die Listen aufgenommen, sofern sie dauerhaft installiert und vom Archiv der Stadt Linz als Kunst im öffentlichen Raum (Public Art) verzeichnet und mit einer eindeutigen Identifikationsnummer (ID) ausgestattet sind.

## Kunstwerke
| Foto |                 | Name                                                             | Typ          | Standort                   | Künstler           | Datierung | Beschreibung | Metadaten        |
| ---- | --------------- | ---------------------------------------------------------------- | ------------ | -------------------------- | ------------------ | --------- | --- | ---------------- |
| BW   | Datei hochladen | Füchse ID: 2010                                                  | Kunst am Bau | Füchselstraße 11a Standort | Rudolf Schüller    | 1954      | Szene mit einer Fuchsfamilie im Wald (angedeutet durch das Farnkraut im Unterholz und eine Föhre) von Rudolf Schüller. |                  |
| BW   | Datei hochladen | Kriegerdenkmal des 3. Feldjägerbataillons ID: 1140               | Gedenkstätte | Garnisonstraße 36 Standort |                    | 1865      | vier quadratische Granitwürfel aufeinander, der oberste trägt links das k.u.k. Wappen und an der Vorderseite die Inschrift: „Den am 20. Mai 1859 bei / Montebello Gefallenen / Oberstl. Alex. R. v. Cantes / Oberlieut. Karl Glega / Lieut. Eman. P’rikryl. / u. 58 Mann. / Das Offizierscorps des k.k. 3.ten Feld- / Jäger-Bataillons.“ | Standort: im Hof |
| BW   | Datei hochladen | Kriegerdenkmal für Gefallene des 44. Feldjägerbataillon ID: 1144 | Gedenkstätte | Garnisonstraße 36 Standort |                    | 1936      | | Standort: im Hof |
| BW   | Datei hochladen | Brunnen Lonstorferplatz ID: 1047                                 | Brunnen      | Lonstorferplatz Standort   | Josef Huber        | 1957      | Granitfindling, aus dem zwei ovale Wasserbecken herausgearbeitet sind, ursprünglich neben Spielplatz, wahrscheinlich nicht mehr vorhanden |                  |
| ja   | Datei hochladen | Jubiläumsbrunnen Wimhölzelstraße ID: 1149                        | Brunnen      | Wimhölzelstraße 3 Standort | Klaus Jürgen Trikl | 1990      | |                  |